# Rafik Halliche
Rafik Halliche (àrab: رفيق حليش, Rafīq Ḥallīx, Alger, Algèria, 2 de setembre de 1986) és un jugador professional de futbol algerià que juga al'Acadèmica de Coimbra a Portugal, com a defensa central.